# Бекслунд
Бекслунд (нім. Böxlund) — громада в Німеччині, розташована в землі Шлезвіг-Гольштейн на кордоні з Данією. Входить до складу району Шлезвіг-Фленсбург. Складова частина об'єднання громад Шаффлунд.
Площа — 4,4 км2. Населення становить 108 ос. (станом на 31 грудня 2020).